# Страшното езеро
 Тази статия е за езерото.  За заслона вижте Страшното езеро (заслон).  
Страшното езеро е езеро, разположено в Рила на 2465 m надморска височина.
Езерото е дълго 200 m, широко 75 m и дълбоко до 2 m, а площта му е 14,4 дка. То е най-голямото и най-високо разположеното от езерата в Прекоречкия циркус на Мальовишкия дял. Оттича се на север, към долината на Горна (Трета) Прека река.
Вдълбано е в подножието на връх Попова капа и Купените. Техните надвиснали скали създават забележителна акустика, която при буря отразява многогласно гръмотевиците.

## Произход на името
Неволен „кръстник“ на Страшното езеро е художникът Христо Йончев – Крискарец. Запленен от Рила, той я обикалял и рисувал безспир. Веднъж бил край езерото, когато се разразила изключително силна буря, трещели мълнии, камъни се срутвали от скалните зъбери и той хукнал надолу. Когато срещнал хора, на въпросите откъде идва и какво е станало той, стресиран и измръзнал, повтарял само: „Страшно, езерото, страшно...“ (а според други отговорил: „От страшното езеро!“). Оттогава започнали да наричат езерото така. А по-долното езеро нарекли на името на художника – Йончево езеро.